# Norrala kyrka
Norrala kyrka är en kyrkobyggnad i Norrala. Den tillhör Norrala-Trönö församling i Uppsala stift.

## Kyrkobyggnaden
Gamla kyrkan från 1100-talet hade centraltorn och östtorn och var en så kallad klövsadelkyrka. 1807 eldhärjades kyrkan, men flera av dess inventarier lyckades man rädda från branden. Tidigare arbeten på byggnaden: Fram till 1746 var byggnaden lång och smal men utvidgades på norra sidan med längd 712 centimeter med bredden 1069 cm innanför murarna med tegelvalv av byggmästaren Anders Romberg från Leksand.  Även samma tid utvidgades sakristian med tegelvalv och denna fick en längd av 653 centimeter och 356 i bredd. 1747 blev två gamla låga valv mitt i kyrkan nertagna och ett nytt valv av tegel i proportion med sakristian sattes upp. 1750 togs det spetsiga trätornet ner som stått i 201 år som ersättning för ett tidigare runt högre torn som förstördes av ljungeld 1549. Ett nytt runt torn sattes upp med en rundel överst med en spira där det satt 3 förgyllda knoppar, stjärna och en tupp. Byggmästaren Anders Romberg engagerades också för den södra sidan av byggnaden med samma mått som för norra sidan tidigare, ett vapenhus av tegel med tegelvalv. 1761 uppfördes vapenhus av tegel för de norra och västra dörrarna. Ett bår- och redskapshus byggdes på kyrkogården 1748 av överbliven sten.
En ny kyrka uppfördes 1807 - 1810 på samma plats efter ritningar av Johan Christian Loëll och Fredrik Magnus Piper. Först år 1816 invigdes kyrkan av ärkebiskop Jacob Axelsson Lindblom. Kyrkan har en rektangulär planform och ett brutet tak. Kyrktornet i väster har lanternin. Murarna från gamla kyrkans östtorn ingår i nuvarande sakristia.

## Kyrkogården
På kyrkogården finns en byggnad kallad Staffans stupa uppförd till minne av Hälsinglands apostel Staffan eller Stenfinn. Ordet stupa avser här ett mindre gravkapell och har inget att göra med den buddhistiska stupan. Vid stupans norra vägg står en runsten (Hälsinglands runinskrifter 2), den enda bevarade i södra Hälsingland.

## Inventarier
- Ett relikskrin från 1100-talet är tillverkat av förgylld och emaljerad koppar på en stomme av trä. Lockplattan visar Kristus i majestät och symboler för de fyra evangelisterna. Runt skrinets lock löper en latinsk inskrift.
- Ett flertal medeltida träskulpturer förvaras numera på Hälsinglands museum i Hudiksvall.
- Dopfatet av mässing med dekor är från 1500-talet.
- En oblatskål av silver skänktes till kyrkan 1651.
- I kyrkan finns en altarpredikstol.

### Orgel
- 1762 byggde Petter Qvarnström, Sundsvall, en orgel på 8 stämmor, en manual och bihängd pedal. Orgeln kostade 4460 Daler Km:t.[4] Kostnaden var utan bihanget. Med bihanget, skjutspenningar och annat blev summan för hela verket 4700 Daler Kopparm:t.[5] Orgeln invigdes på juldagen.[6] 1767 stämde Qvarnström om orgeln. 1774 stämde han åter orgeln. 1792-1793 utförde orgelbyggaren Lars Fredrik Hammardahl ett arbete på orgeln för 50 daler.[7][8]
- 1819-1822 satte Eric Nordqvist, Nora upp en orgel i kyrkan. Orgeln köptes från Heliga Trefaldighets kyrka, Gävle. Orgeln var byggd 1671 av Claes Crantsenander i Viborg, (dåvarande finskt samhälle under svensk tron). Den byggdes om 1686 av Hans Henrich Cahman och hade efter det 28 stämmor, två manualer och pedal.
- 1925 byggdes en orgel av Furtwängler & Hammer, Hannover, Tyskland med 28 stämmor, två manualer och pedal.
- Den nuvarande orgeln byggdes 1973 av Walter Thür Orgelbyggen AB, Torshälla och är en mekanisk orgel med slejflådor. Orgeln har tusentals fria kombinationer och tutti. Tonomfånget är på 56/30. Fasaden är från 1822 och har ljudande fasadpipor.

| Huvudverk I                           | Svällverk II      | Pedal            | Koppel |
| Principal 8'                          | Fugara 8'         | Subbas 16'       | I/P    |
| Rörflöjt 8'                           | Gedackt 8'        | Oktava 8'        | II/P   |
| Octava 4'                             | Principal 4'      | Oktava 4'        | II/I   |
| Spetsgedackt 4'                       | Traversflöjt 4'   | Koppelflöjt 2'   |        |
| Octava 2'                             | Nasat 2 2⁄3'      | Mixtur IV 2 2⁄3' |        |
| Blockflöjt 2'                         | Waldflöjt 2'      | Fagott 16'       |        |
| Cornet III (2 2⁄3' + 1 3⁄5' + 1 1⁄7') | Ters 1 3⁄5'       | Trumpet 4'       |        |
| Mixtur V-VIII 1 1⁄3'                  | Scharf IV 1'      |                  |        |
| Trumpet 8'                            | Hautbois 8'       |                  |        |
|                                       | Tremulant         |                  |        |
|                                       | Crescendosvällare |                  |        |

#### Kororgel
Kororgeln byggdes 1958 av I Starup & Sön, Köpenhamn och är en mekanisk och orgel med slejflåda. Tonomfånget är på 56.
| Manual       |
| Trägedakt 8' |
| Rörflöjt 4'  |
| Principal 2' |
| Scharf I     |

### Webbkällor
- Norrala-Trönö församling
- Wikimedia Commons har media som rör Norrala kyrka.